# Нови Скуби-Ду филмови
Нови Скуби Ду филмови је америчка анимирана серија продуцирана од стране Хана Барбера студија за ЦБС канал. Ово је друга анимирана серија из Скуби Ду франшизе, и прати прву серију, Где си ти Скуби Ду. Премијерно је емитована од 9. септембра 1972. године, емитовала је две сезоне на ЦБС каналу и наводи се као цртана серија од пола сата из Скуби Ду франшизе. 24 епизоде су продуциране, шеснаест од 1972. до 1973. године, и додатних осам од 1973. до 1974. године.
Поред дужина епизода, серија Нови Скуби Ду филмови се разликује од свог претходника по томе што се у свакој епизоди појављује гостујућа улога, која је углавном стварна позната личност или добро познат анимирани лик који се прикључује Мистерија корп. дружини у решавању случајева. У неким епизодама појављују се ликови из серија као што су Породица Адамс, Бетмен: Анимирана серија и Дух из лампе, који се појављују у Скуби Ду формату и представљају криминалце маскиране као натприродна створења као и праве духове, вештице, чудовишта, као и остале ликове из серија.
Нови Скуби Ду филмови је последња серија са гласом Никол Џеф као лик "Велме Динкли", због њене удаје и повлачења из филмске индустрије.